# Supergirl (Stefania-Lied)
Supergirl, stylisiert auch SUPERG!RL, ist ein englischsprachiger Popsong, der von einem Autorenteam um Dimitris Kontopoulos geschrieben und von der griechisch-niederländischen Sängerin Stefania Liberakakis interpretiert wurde. Mit dem Titel sollte sie Griechenland beim Eurovision Song Contest 2020 in Rotterdam vertreten.

## Hintergrund und Produktion
Am 3. Februar 2020 gab Liberakakis bekannt, dass sie beim kommenden Eurovision Song Contest Griechenland vertreten werde. Einen Monat später, am 1. März, wurde der Titel samt Musikvideo im Rahmen einer Show auf Elliniki Radiofonia Tileorasi vorgestellt. Supergirl wurde von Dimitris Kontopoulos und dem Autorenteam Arcade komponiert und produziert. Den Text schrieben sie zusammen mit Sharon Vaughn, welche bereits die Grand-Prix-Titel What Love Is und Prison aus demselben Jahr textete. Kontopoulos war ebenfalls an Prison beteiligt. Er habe für Supergirl das erste Mal mit Arcade zusammengearbeitet. Man habe anfangs Schwierigkeiten gehabt, ein passendes Lied zu finden, welches dem Alter und der Persönlichkeit der Interpretin gerecht werde.
Die Aufnahmen fanden bei Aris Binis in Athen statt. Für die Abmischung war Andrei Konoplew in Moskau zuständig. Das Mastering erfolgte durch Chris Gehringer in New York.

## Musik und Text
Supergirl wird vom griechischen Rundfunk als zeitgenössischer Up-Tempo-Song mit ethnischen Elementen beschrieben. Konstantinos Karydas, der Regisseur des Musikvideos beschrieb ihn als dynamischen und tanzbaren Titel, Lieberakakis selbst sprach von Dance-Pop im Stil von Ariana Grande. Der Song ermutige junge Menschen, an sich selbst zu glauben und ihren Träumen hinterherzujagen. Außerdem behandelt er die Erfahrungen der Interpretin, welche ihre Gesangskarriere und die Verpflichtungen als Schülerin unter einen Hut bekommen musste.

## Musikvideo
Das Video unter der Regie von Konstantinos Karydas wurde in Athen aufgenommen. Es zeigt Liberakakis als Schülerin, die übernatürliche Kräfte entwickelt und das Fliegen beherrscht. Der Schüler, in den sie sich verliebt, wird von Michael Tabakakis gespielt.

“We came up with a story with surrealistic elements. We followed a young woman who finds the strength to embrace her special abilities in a society that perceives her as an outcast. It is a journey to explore her inner strength.”

„Wir haben uns eine Geschichte mit surrealistischen Elementen ausgedacht. Wir folgten einer jungen Frau, welche die Kraft findet, ihre besonderen Fähigkeiten in einer Gesellschaft einzusetzen, die sie als Außenseiter wahrnimmt. Es ist eine Reise, ihre innere Stärke zu erforschen.“

## Beim Eurovision Song Contest
Griechenland hätte im zweiten Halbfinale des Eurovision Song Contest 2020 mit diesem Lied auftreten sollen. Aufgrund der fortschreitenden COVID-19-Pandemie wurde der Wettbewerb jedoch abgesagt. Die Choreografie sollte von Fokas Evangelinos entwickelt werden.

## Rezeption
Irving Wolther meinte, der Song werde „bei der jungen Zuschauerschaft sicherlich seinen Effekt entfalten“. Ähnlich äußerte man sich bei Eurovisionary. Der Song klinge, als habe man ihn für den Junior Eurovision Song Contest geschrieben. Allerdings sei man von den stimmlichen Fähigkeiten der Sängerin überzeugt. Wiwibloggs äußerte, dass der Song als griechischer ESC-Beitrag zu den besseren Versuchen der letzten Jahre gehöre. Er sei radiotauglich, aber man habe das Gefühl, dass Griechenland es auch besser hinbekommen könnte. Der deutsche Blog ESC Kompakt kritisierte die schwache erste Strophe sowie die unpassende Instrumentierung im Refrain. Hingegen wurde die Ausstrahlung der Sängerin gelobt.

## Kommerzieller Erfolg
| ChartsChartplatzierungen | Höchstplatzierung | Wochen |
| ------------------------ | ----------------- | ------ |
| Griechenland (IFPI)      | 19 (2 Wo.)        | 2      |